# Gum (månekrater)
Gum er et nedslagskrater på Månen. Det befinder sig på Månens forside nær dens sydøstlige rand og er opkaldt efter den australske astronom Colin S. Gum (1924-1960). Fra Jorden ses krateret næsten helt fra siden, så mange detaljer ikke kan observeres.
Navnet blev officielt tildelt af den Internationale Astronomiske Union (IAU) i 1970. 

## Omgivelser
Gumkrateret ligger langs den vestlige udkant af det uregelmæssige Mare Australe, nordøst for Hamiltonkrateret. Mod nord-nordvest ligger det større Abelkrater, og mod øst-sydøst ligger Jennerkrateret på Månens bagside.

## Karakteristika
Gums kraterbund er helt blevet dækket af lava, som er kommet ind i det gennem en åbning i den østlige kraterrand. Den tilbageværende rand danner en lav, buet højderyg omkring bunden. Der ligger et lille, oversvømmet krater over den sydøstlige rand, og resterne af et lille krater danner en indskæring langs randen mod nordøst. Kraterbunden har samme lave albedo som maret mod øst og indeholder kun nogle få småkratere.

## Satellitkratere
De kratere, som kaldes satellitter, er små kratere beliggende i eller nær hovedkrateret. Deres dannelse er sædvanligvis sket uafhængigt af dette, men de får samme navn som hovedkrateret med tilføjelse af et stort bogstav. På kort over Månen er det en konvention at identificere dem ved at placere dette bogstav på den side af satellitkraterets midte, som ligger nærmest hovedkrateret. Gumkrateret har følgende satellitkratere:
| Gum | Længde  | Bredde  | Diameter |
| --- | ------- | ------- | -------- |
| S   | 39,8° S | 85,0° Ø | 33 km    |

## Måneatlas
- Billeder af Gumkrateret i LPI-måneatlasset
- USGS-kort